# Wijken en buurten in Amersfoort
De Nederlandse gemeente Amersfoort is voor statistische doeleinden onderverdeeld in wijken en buurten. De gemeente is verdeeld in statistische wijken die kunnen bestaan uit meerdere buurten. Onderstaande tabel geeft de buurtindeling met kentallen volgens het Centraal Bureau voor de Statistiek (2008):
| CBS-buurtcode                | Buurtnaam                       | Inwonertal | Opp. totaal (ha) | Opp. land (ha) | Ligging                |
| ---------------------------- | ------------------------------- | ---------- | ---------------- | -------------- | ---------------------- |
| BU03070100 Stadskern         | Hof                             | 650        | 8                | 8              | Locatie in de gemeente |
| BU03070101 Stadskern         | Nieuwstraat                     | 570        | 5                | 5              | Locatie in de gemeente |
| BU03070102 Stadskern         | Mooierstraat                    | 170        | 3                | 3              | Locatie in de gemeente |
| BU03070103 Stadskern         | Lieve Vrouwekerkhof             | 420        | 5                | 5              | Locatie in de gemeente |
| BU03070104 Stadskern         | Coninckstraat                   | 1170       | 17               | 17             | Locatie in de gemeente |
| BU03070105 Stadskern         | Beestenmarkt                    | 980        | 11               | 11             | Locatie in de gemeente |
| BU03070106 Stadskern         | Grote Haag                      | 380        | 8                | 8              | Locatie in de gemeente |
| BU03070107 Stadskern         | Stadhuisplein                   | 460        | 11               | 11             | Locatie in de gemeente |
| BU03070108 Stadskern         | Schimmelpenninckstraat          | 430        | 5                | 4              | Locatie in de gemeente |
| BU03070200 Zonnehof          | Smallepad                       | 0          | 8                | 8              | Locatie in de gemeente |
| BU03070202 Zonnehof          | Snouckaertlaan                  | 320        | 8                | 8              | Locatie in de gemeente |
| BU03070204 Zonnehof          | Zonnehof                        | 140        | 6                | 6              | Locatie in de gemeente |
| BU03070205 Zonnehof          | Weltevreden                     | 60         | 4                | 4              | Locatie in de gemeente |
| BU03070206 Zonnehof          | Bloemweg                        | 280        | 4                | 4              | Locatie in de gemeente |
| BU03070300 Soesterkwartier   | Rivierenbuurt-Oost              | 1770       | 27               | 27             | Locatie in de gemeente |
| BU03070301 Soesterkwartier   | Rivierenbuurt-West              | 1300       | 19               | 19             | Locatie in de gemeente |
| BU03070302 Soesterkwartier   | G. van Stellingwerfstraat       | 1460       | 15               | 15             | Locatie in de gemeente |
| BU03070303 Soesterkwartier   | Bloemenbuurt-Oost               | 2300       | 26               | 26             | Locatie in de gemeente |
| BU03070304 Soesterkwartier   | Bloemenbuurt-West               | 1700       | 18               | 18             | Locatie in de gemeente |
| BU03070305 Soesterkwartier   | Bomenbuurt                      | 1430       | 25               | 25             | Locatie in de gemeente |
| BU03070306 Soesterkwartier   | Puntenburg                      | 520        | 12               | 12             | Locatie in de gemeente |
| BU03070307 Soesterkwartier   | Piet Mondriaanlaan              | 0          | 16               | 16             | Locatie in de gemeente |
| BU03070401 Industriekwartier | Eemplein                        | 120        | 12               | 12             | Locatie in de gemeente |
| BU03070402 Industriekwartier | Vak E                           | 20         | 19               | 18             | Locatie in de gemeente |
| BU03070403 Industriekwartier | Vak C en Vak D                  | 60         | 61               | 58             | Locatie in de gemeente |
| BU03070404 Industriekwartier | Vak A en Vak B                  | 70         | 102              | 98             | Locatie in de gemeente |
| BU03070500 Bosgebied         | Birkhoven en Bokkeduinen        | 470        | 214              | 212            | Locatie in de gemeente |
| BU03070501 Bosgebied         | Vlasakkers                      | 400        | 177              | 177            | Locatie in de gemeente |
| BU03070502 Bosgebied         | Zon en Schild                   | 560        | 303              | 303            | Locatie in de gemeente |
| BU03070600 De Koppel         | Jericho en Jeruzalem            | 680        | 16               | 15             | Locatie in de gemeente |
| BU03070601 De Koppel         | Meridiaan                       | 1320       | 31               | 30             | Locatie in de gemeente |
| BU03070603 De Koppel         | Gildekwartier                   | 710        | 10               | 9              | Locatie in de gemeente |
| BU03070700 De Kruiskamp      | Evertsenstraat                  | 2120       | 29               | 28             | Locatie in de gemeente |
| BU03070701 De Kruiskamp      | Neptunusplein                   | 1550       | 25               | 24             | Locatie in de gemeente |
| BU03070702 De Kruiskamp      | Columbusweg                     | 1830       | 26               | 25             | Locatie in de gemeente |
| BU03070800 Schothorst Zuid   | Vuurtoren                       | 1720       | 33               | 32             | Locatie in de gemeente |
| BU03070801 Schothorst Zuid   | de Plaatsen                     | 1780       | 27               | 26             | Locatie in de gemeente |
| BU03070803 Schothorst Zuid   | Koperhorst                      | 1210       | 23               | 22             | Locatie in de gemeente |
| BU03070900 Schothorst Noord  | Elly Takmastraat                | 2190       | 26               | 26             | Locatie in de gemeente |
| BU03070902 Schothorst Noord  | Camera Obscurastraat            | 1840       | 21               | 21             | Locatie in de gemeente |
| BU03070903 Schothorst Noord  | Queekhoven                      | 2520       | 31               | 31             | Locatie in de gemeente |
| BU03070905 Schothorst Noord  | Het Gein                        | 1300       | 16               | 16             | Locatie in de gemeente |
| BU03071000 Liendert          | Liendertsedreef                 | 1100       | 23               | 22             | Locatie in de gemeente |
| BU03071001 Liendert          | Vinkenbaan                      | 1670       | 22               | 21             | Locatie in de gemeente |
| BU03071002 Liendert          | De Horsten                      | 1910       | 17               | 17             | Locatie in de gemeente |
| BU03071003 Liendert          | Albatrosstraat                  | 1450       | 26               | 26             | Locatie in de gemeente |
| BU03071004 Liendert          | Zwaluwenstraat                  | 1110       | 17               | 17             | Locatie in de gemeente |
| BU03071100 Rustenburg        | Rustenburg-Noord                | 1540       | 47               | 47             | Locatie in de gemeente |
| BU03071101 Rustenburg        | Rustenburg-Zuid                 | 1590       | 41               | 41             | Locatie in de gemeente |
| BU03071201 Buitengebied Oost | Bloeidaal                       | 110        | 149              | 144            | Locatie in de gemeente |
| BU03071202 Stoutenburg Noord | Stoutenburg-Noord               | 140        | 323              | 313            | Locatie in de gemeente |
| BU03071300 Schuilenburg      | Romeostraat                     | 1540       | 20               | 19             | Locatie in de gemeente |
| BU03071301 Schuilenburg      | Ariaweg                         | 1510       | 26               | 26             | Locatie in de gemeente |
| BU03071302 Schuilenburg      | Verdiweg                        | 990        | 24               | 23             | Locatie in de gemeente |
| BU03071400 Randenbroek       | Willem III                      | 1720       | 22               | 22             | Locatie in de gemeente |
| BU03071401 Randenbroek       | Randenbroekerweg                | 1930       | 32               | 32             | Locatie in de gemeente |
| BU03071402 Randenbroek       | Bachweg-Zuid                    | 1210       | 25               | 25             | Locatie in de gemeente |
| BU03071403 Randenbroek       | Weberstraat                     | 2190       | 66               | 64             | Locatie in de gemeente |
| BU03071500 Dorrestein        | Bekenstein en De Luiaard        | 1590       | 16               | 16             | Locatie in de gemeente |
| BU03071501 Dorrestein        | Rubensstraat                    | 2070       | 39               | 39             | Locatie in de gemeente |
| BU03071502 Dorrestein        | Albert Cuypstraat               | 1820       | 21               | 21             | Locatie in de gemeente |
| BU03071503 Dorrestein        | Dorrestein                      | 720        | 40               | 39             | Locatie in de gemeente |
| BU03071600 Leusderkwartier   | De Driehoek                     | 1480       | 19               | 19             | Locatie in de gemeente |
| BU03071601 Leusderkwartier   | Voltastraat                     | 1920       | 32               | 32             | Locatie in de gemeente |
| BU03071602 Leusderkwartier   | Bosweg                          | 2320       | 34               | 34             | Locatie in de gemeente |
| BU03071603 Leusderkwartier   | Nimmerdor                       | 40         | 117              | 117            | Locatie in de gemeente |
| BU03071700 De Berg Zuid      | Westerstraat                    | 400        | 5                | 5              | Locatie in de gemeente |
| BU03071701 De Berg Zuid      | Juliana van Stolberg            | 1410       | 16               | 16             | Locatie in de gemeente |
| BU03071702 De Berg Zuid      | Huygenlaan                      | 510        | 15               | 15             | Locatie in de gemeente |
| BU03071703 De Berg Zuid      | De Lichtenberg                  | 860        | 23               | 23             | Locatie in de gemeente |
| BU03071704 De Berg Zuid      | Verhoevenstraat                 | 1010       | 16               | 16             | Locatie in de gemeente |
| BU03071705 De Berg Zuid      | Indische Buurt                  | 1080       | 22               | 22             | Locatie in de gemeente |
| BU03071706 De Berg Zuid      | Curacaolaan                     | 700        | 22               | 22             | Locatie in de gemeente |
| BU03071707 De Berg Zuid      | Klein Zwitserland               | 100        | 47               | 47             | Locatie in de gemeente |
| BU03071800 De Berg Noord     | Regentesselaan                  | 830        | 26               | 26             | Locatie in de gemeente |
| BU03071801 De Berg Noord     | Station Berkenweg               | 60         | 7                | 7              | Locatie in de gemeente |
| BU03071802 De Berg Noord     | Thorbeckeplein                  | 560        | 26               | 26             | Locatie in de gemeente |
| BU03071803 De Berg Noord     | Mr. Th. Heemskerklaan           | 990        | 43               | 43             | Locatie in de gemeente |
| BU03071804 De Berg Noord     | Oranjelaan                      | 900        | 42               | 42             | Locatie in de gemeente |
| BU03071900 Hoogland          | De Ham                          | 1880       | 34               | 34             | Locatie in de gemeente |
| BU03071901 Hoogland          | Langenoord                      | 1690       | 30               | 30             | Locatie in de gemeente |
| BU03071902 Hoogland          | Bieshaar-Noord                  | 2640       | 43               | 42             | Locatie in de gemeente |
| BU03071903 Hoogland          | Bieshaar-Zuid                   | 1400       | 27               | 27             | Locatie in de gemeente |
| BU03071904 Hoogland          | De Bik                          | 1710       | 48               | 48             | Locatie in de gemeente |
| BU03071905 Hoogland          | De Brinken                      | 770        | 14               | 14             | Locatie in de gemeente |
| BU03071906 Hoogland          | De Biezen                       | 410        | 12               | 12             | Locatie in de gemeente |
| BU03072000 Zielhorst         | Vlinderbuurt                    | 1400       | 20               | 20             | Locatie in de gemeente |
| BU03072001 Zielhorst         | Erasmusstraat                   | 1610       | 24               | 24             | Locatie in de gemeente |
| BU03072002 Zielhorst         | Muziekbuurt-Noord               | 1180       | 13               | 13             | Locatie in de gemeente |
| BU03072003 Zielhorst         | Muziekbuurt-Zuid                | 1180       | 21               | 21             | Locatie in de gemeente |
| BU03072004 Zielhorst         | Architectenbuurt-Oost           | 1850       | 20               | 20             | Locatie in de gemeente |
| BU03072005 Zielhorst         | Architectenbuurt-Zuid           | 1530       | 19               | 19             | Locatie in de gemeente |
| BU03072006 Zielhorst         | Sportpark Zielhorst             | 0          | 19               | 19             | Locatie in de gemeente |
| BU03072100 Kattenbroek       | Stille Steeg                    | 1550       | 13               | 13             | Locatie in de gemeente |
| BU03072101 Kattenbroek       | Amaniet                         | 710        | 10               | 10             | Locatie in de gemeente |
| BU03072102 Kattenbroek       | Woudzoom                        | 1430       | 17               | 17             | Locatie in de gemeente |
| BU03072103 Kattenbroek       | Gesloten Stad                   | 1040       | 12               | 12             | Locatie in de gemeente |
| BU03072104 Kattenbroek       | De Verwondering                 | 1100       | 16               | 15             | Locatie in de gemeente |
| BU03072105 Kattenbroek       | Emiclaer                        | 780        | 13               | 13             | Locatie in de gemeente |
| BU03072106 Kattenbroek       | Groote Kreek                    | 1440       | 15               | 15             | Locatie in de gemeente |
| BU03072107 Kattenbroek       | Het Hallehuis                   | 1650       | 30               | 29             | Locatie in de gemeente |
| BU03072108 Kattenbroek       | De Horizon                      | 1980       | 27               | 27             | Locatie in de gemeente |
| BU03072201 De Brand          | Calveen                         | 140        | 62               | 60             | Locatie in de gemeente |
| BU03072300 Park Schothorst   | Park Schothorst-Zuid            | 80         | 56               | 56             | Locatie in de gemeente |
| BU03072301 Park Schothorst   | Park Schothorst-Noord           | 0          | 45               | 38             | Locatie in de gemeente |
| BU03072400 Nieuwland         | Stadskwartier                   | 3270       | 35               | 35             | Locatie in de gemeente |
| BU03072402 Nieuwland         | Hoge Hoven                      | 2600       | 36               | 36             | Locatie in de gemeente |
| BU03072403 Nieuwland         | Centrum                         | 1270       | 21               | 17             | Locatie in de gemeente |
| BU03072404 Nieuwland         | Stadstuin                       | 1540       | 34               | 32             | Locatie in de gemeente |
| BU03072405 Nieuwland         | Waterkwartier                   | 3350       | 36               | 36             | Locatie in de gemeente |
| BU03072407 Nieuwland         | Lage Hoven                      | 3150       | 45               | 45             | Locatie in de gemeente |
| BU03072500 De Hoef           | De Hoef-West                    | 10         | 51               | 50             | Locatie in de gemeente |
| BU03072501 De Hoef           | De Hoef-Oost                    | 0          | 92               | 92             | Locatie in de gemeente |
| BU03072502 De Hoef           | De Wieken                       | 40         | 55               | 55             | Locatie in de gemeente |
| BU03072503 De Hoef           | Vinkenhoef                      | 80         | 54               | 54             | Locatie in de gemeente |
| BU03072504 De Hoef           | Nijkerkerstraat                 | 80         | 70               | 70             | Locatie in de gemeente |
| BU03072505 De Hoef           | Bedrijventerrein Vathorst-Zuid  | 10         | 50               | 50             | Locatie in de gemeente |
| BU03072506 De Hoef           | Podium                          | 10         | 28               | 28             | Locatie in de gemeente |
| BU03072507 De Hoef           | Bedrijventerrein Vathorst-Noord | 0          | 40               | 40             | Locatie in de gemeente |
| BU03072508 De Hoef           | De Brand                        | 0          | 10               | 10             | Locatie in de gemeente |
| BU03072600 Hooglanderveen    | Dorpskern                       | 1650       | 32               | 32             | Locatie in de gemeente |
| BU03072601 Hooglanderveen    | Hoog en Wellerlaan              | 90         | 38               | 38             | Locatie in de gemeente |
| BU03072602 Hooglanderveen    | Eindweg en Landweg              | 280        | 27               | 27             | Locatie in de gemeente |
| BU03072700 Buitengebied West | Weerhorst                       | 160        | 175              | 169            | Locatie in de gemeente |
| BU03072701 Buitengebied West | Zeldert en Coelhorst            | 370        | 1083             | 1060           | Locatie in de gemeente |
| BU03072800 Vathorst          | Velden-Noord                    | 3750       | 42               | 42             | Locatie in de gemeente |
| BU03072801 Vathorst          | Velden-Zuid                     | 1340       | 46               | 46             | Locatie in de gemeente |
| BU03072802 Vathorst          | Lint-Oost                       | 2970       | 50               | 50             | Locatie in de gemeente |
| BU03072803 Vathorst          | Bron-Noord                      | 0          | 24               | 24             | Locatie in de gemeente |
| BU03072804 Vathorst          | Bron-Zuid                       | 0          | 27               | 27             | Locatie in de gemeente |
| BU03072805 Vathorst          | Fithorst                        | 20         | 27               | 27             | Locatie in de gemeente |
| BU03072806 Vathorst          | Vuilstort Smink                 | 20         | 105              | 105            | Locatie in de gemeente |
| BU03072807 Vathorst          | Laak-Zuid                       | 1900       | 260              | 260            | Locatie in de gemeente |
| BU03072808 Vathorst          | Laak-Noord                      | 50         | 152              | 149            | Locatie in de gemeente |